# Bokode

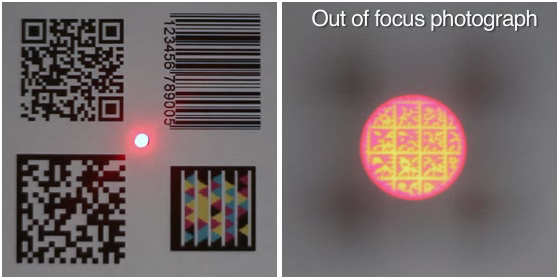

Bokode（ボーコード）は、ID情報を埋め込んだ3mm未満の光源から、デジタルカメラなど焦点調節機構を備えた画像入力を用いた近〜遠距離の撮影によって情報をやりとりするもの。Bokodeという名前は、写真技術で使われている用語ボケ (写真)とバーコードから作られた造語。